# Sorraia
Sorraia – rzeka na Półwyspie Iberyjskim, płynąca w całej długości swego biegu w Portugalii, w jej środkowej części. Sorraia powstaje wskutek połączenia dwóch rzek: Sor i Raia w miejscowości Couço niedaleko Coruche, gdzie po około 60 km uchodzi do estuarium rzeki Tag koło Lizbony. Cała długość rzeki wynosi 155 km.